# Alojzy Śmiech
Alojzy Śmiech (ur. 3 listopada 1921 w Piekielniku, zm. 14 listopada 2008) – polski twórca ludowy, rzeźbiarz, poeta i gawędziarz, działacz społeczny, współpracownik Orawskiego Parku Etnograficznego.

## Życiorys
Alojzy Śmiech był synem Jana i Rozalii ze Szczerbów. W Piekielniku ukończył szkołę powszechną. Wywieziony we wrześniu 1939 roku w obozie w Rużomberku, zbiegł i powrócił do rodzinnej wsi. W 1942 roku został wcielony do armii słowackiej, brał udział w Słowackim Powstaniu Narodowym, po jego upadku powrócił do Piekielnika. Pod koniec 1944 roku przyłączył się do oddziału Armii Krajowej dowodzonego przez Andrzeja Pilcha. Po przejściu frontu w początkach 1945 roku brał udział w tworzeniu lokalnych oddziałów milicji, później dołączył do zgrupowania Józefa Kurasia ps. „Ogień”. Aresztowany w 1946 roku, został skazany na dwa lata więzienia i zwolniony w wyniku amnestii. Powrócił na gospodarkę, przez pewien czas prowadził w okolicy kino objazdowe. W 1952 roku ożenił się z Marią Kąś.
W połowie lat 50. był dorywczo zatrudniany przez Wandę Jostową, organizującą skansen w Zubrzycy Górnej, jako konserwator zakupywanych eksponatów. Poznał wtedy kilku twórców ludowych i postanowił sam rozpocząć podobną działalność. Zajął się rzeźbiarstwem, głównie w drewnie lipowym. Ponadto wykonywał przedmioty codziennego użytku, snycerkę dekoracyjną, rzeźbił także w piaskowcu. Często nawiązywał do przedstawienia Matki Bożej z sanktuarium w Ludźmierzu. Jego rzeźby znajdują się między innymi w Muzeum Orawskiego Parku Etnograficznego, z którym stale współpracował, Muzeum Etnograficznym w Krakowie i Muzeum Tatrzańskim w Zakopanem. Był ceniony przez profesora Romana Reinfussa. Tworzył również wiersze, publikowane między innymi w „Podhalance” i nagradzane w konkursach, w tym Orawskim Konkursie Literackim im. Piotra Borowego.
Jako gawędziarz wielokrotnie brał udział w konkursie Sabałowe bajania w Bukowinie Tatrzańskiej. W latach 1972 i 1984 zdobył I nagrodę konkursu. W 1986 roku otrzymał Nagrodę Artystyczną im. Jana Pocka. Działał jako Społeczny Opiekun Zabytków, był członkiem Stowarzyszenia Twórców Ludowych, Związku Podhalan, Towarzystwa Przyjaciół Orawy. Pracował w radzie nadzorczej Spółdzielni Mleczarskiej w Zakopanem. Był odznaczony Srebrnym Krzyżem Zasługi. W 1981 roku został przewodniczącym NSZZ „Solidarność” w Piekielniku.